# Jim Hines
James Ray "Jim" Hines (født 10. september 1946, død 3. juni 2023) var en amerikansk sprinter og amerikansk fodboldspiller, som især var kendt for at være den første løber i historien, der løb 100 meter på under 10 sekunder. Han vandt denne distance ved OL 1968 og holdt verdensrekorden i 15 år.
Efter OL blev han professionel, og han havde en kort karriere som amerikansk fodboldspiller hos blandt andet Miami Dolphins.